# Пекарщина
Пека́рщина (укр. Пекарщина) — село на Украине, основано в 1642 году, находится в Черняховском районе Житомирской области.
Код КОАТУУ — 1825686801. Население по переписи 2001 года составляет 349 человек. Почтовый индекс — 12330. Телефонный код — 4134. Занимает площадь 24,433 км².

## Адрес местного совета
12331, Житомирская область, Черняховский р-н, с.Пекарщина, ул.Петровского, 5